# Caesio caerulaurea
Caesio caerulaurea är en fiskart som beskrevs av Lacepède, 1801. Caesio caerulaurea ingår i släktet Caesio och familjen Caesionidae. IUCN kategoriserar arten globalt som livskraftig. Inga underarter finns listade.